# Batalla de Olasch
La batalla de Olasch, también conocida como batalla de Bega, fue una batalla militar en tierra que ocurrió durante la Gran Guerra Turca y que tuvo lugar el 26 de agosto de 1696. En ella se enfrentaron los ejércitos del Sacro Imperio Romano Germánico y del Imperio otomano. La batalla fue el resultado del intento finalmente exitoso de los otomanos de levantar el sitio de la ciudad de Timișoara, que estaba siendo sitiada por los imperiales. La batalla terminó en empate a pesar de las grandes pérdidas que sufrieron ambos bandos.

## Preludio
El ejército imperial bajo el mando del elector sajón Federico Augusto de Sajonia planeó tomar la fortaleza otomana de Timișoara en verano de 1696. Dejó un cuerpo de ejército atrás en el Titel. Sin embargo, los preparativos llevaron más tiempo de lo esperado y el asedio no pudo comenzar por ello hasta el 3 de agosto. Contra esos propósitos, el sultán otomano Mustafa II llegó gracias a ello a tiempo con un ejército de socorro. Cruzó el Danubio por Pančevo y llegó al río Timiș el 15 de agosto. En un consejo de guerra celebrado el 19 de agosto, el ejército imperial decidió por ello levantar temporalmente el asedio y enfrentarse al ejército enemigo al sur de la ciudad. Cuando el ejército imperial se acercó al ejército otomano, éste había tomado una posición atrincherada entre dos pantanos cerca de Párdány (Pardan). En un principio, Federico Augusto no tenía intención de atacar esta posición. En cambio, planeó maniobrar para llegar al cuerpo de ejército en Titel a través de Zrenjanin, unirse con él y aislar así a los otomanos de su base en Belgrado. Mustafa II reconoció claramente esta intención y frustró los planes de Federico Augusto con una marcha por el flanco.

## Curso

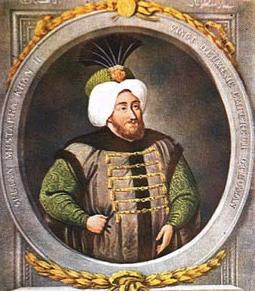
Sultán Mustafa II

El 26 de agosto de 1696 hubo de esa manera una batalla en el río Bega. Inicialmente, ambos bandos intentaron sortear al otro. Mustafa II se había acercado hábilmente a la fortaleza y estaba más cerca de ella al comienzo de la batalla, lo que significaba que ya había logrado levantar el sitio de la ciudad. Federico Augusto decidió entonces atacar en contra de la voluntad de los miembros del consejo de guerra para aun así conseguir un éxito. El ala izquierda avanzó contra el fuego de la artillería pesada otomana y corrió contra las posiciones de campo otomanas. En este punto, sin embargo, Mustafa II hizo que su caballería lanzara un contraataque, lo que hizo retroceder al ala izquierda imperial. Eso causó a que los batallones sajones Jordan y Bornstädt sufriesen pérdidas especialmente elevadas. Sólo la intervención de la caballería imperial volvió a estabilizar otra vez la situación para las fuerzas imperiales, pero el mariscal de campo Donat Graf Heißler resultó mortalmente herido durante el combate. (Murió cinco días después en Szeged). Cuando cayó la noche, los combates terminaron. El centro y la derecha imperial también entraron en combate. Aunque tampoco tuvieron mucho éxito, tampoco sufrieron ningún contratiempo. A la mañana siguiente ambos ejércitos se mostraron dispuestos a enfrentarse otra vez, pero ninguno de ellos se atrevió a atacar nuevamente.

## Consecuencias
La batalla terminó en un empate táctico. Sin embargo, Mustafa II consiguió mantener la fortaleza de Timișoara y, por lo tanto, pudo conseguir así el éxito operativo. El ejército imperial cruzó el Bega y se unió al cuerpo separado en Titel. Después de la batalla, Federico Augusto fue acusado por los generales imperiales del consejo de guerra de haber estado borracho durante la batalla. Él en cambio declaró que los generales no habían hecho su trabajo. En otoño de 1696, el elector renunció a su cargo porque quería involucrarse en la cuestión de la sucesión al trono polaco. Su sucesor al mando fue el príncipe Eugenio de Saboya.